# El-Khurru
El-Khurru ( o El-Kurru) è un sito archeologico sudanese la cui antica città era conosciuta agli Egizi come Kry (oppure Kary o Karoy o Kuru).
Posto sulla riva orientale del Nilo a circa 13 km a sud di Gebel Barkal ospita la necropoli reale di Napata che comprende, tra l'altro, le piramidi dei sovrani della XXV dinastia egizia Pianki, Kashta, Shabaka, Tenutamon escluso Taharqa e risalente a molte generazioni precedenti.
La necropoli fu in uso dal IX secolo fino al VII a.C.
Il sito è stato scavato negli anni 1918-19 dall'egittolo George Reisner ed è stata trovata anche la sepoltura, disposta in 4 file, di 24 cavalli reali adorni di piume ed amuleti.